# 225711 Danyzy
225711 Danyzy è un asteroide della fascia principale. Scoperto nel 2001, presenta un'orbita caratterizzata da un semiasse maggiore pari a 2,4295538 UA e da un'eccentricità di 0,1736563, inclinata di 1,03292° rispetto all'eclittica.